# Richard Wurmbrand
 (mars 2013).
Richard Wurmbrand (Bucarest, 24 mars 1909 – Glendale, Californie, 17 février 2001) est un pasteur luthérien roumain, fondateur de l'organisation internationale Voice of the Martyrs.

## Biographie
Né dans une famille juive, il passe son enfance à Istanbul. Il a 9 ans quand son père meurt, et sa famille revient en Roumanie lorsqu'il a 15 ans.
Jeune, il est intéressé par le marxisme : il se rend à des réunions organisées secrètement par le Parti communiste roumain, alors illégal, et se rend à Moscou pour étudier les sciences politiques. Poursuivi par la police secrète, il est incarcéré à la prison de Doftana. Il abandonne plus tard ses idéaux politiques.
Il se marie en octobre 1936 avec Sabina Oster. Il se convertit au christianisme en 1938, et rejoint la London Society for Promoting Christianity Among the Jews. Richard Wurmbrand écrivit que : « pendant la guerre, lorsque ma femme et moi-même ainsi que plusieurs autres chrétiens hébreux, nous fûmes traduits en cour martiale, il (le père Toma Chiricuță prêtre de la paroisse orthodoxe de Zlătari, à Bucarest) osa se proposer comme témoin de la défense. Il défendait un juif alors qu'Hitler régnait sur l'Europe ! Sa défense et celle d'un pasteur baptiste allemand fit que nous fûmes le seul cas dans lequel des juifs furent acquittés sous Hitler. Normalement, nous aurions été condamnés, coupable ou pas. »
Après la Seconde Guerre mondiale, il se fait ordonner pasteur luthérien.

### Ministère
Accusé de prosélytisme (envers l'Armée rouge), il est arrêté le 29 février 1948 et sa femme, Sabina, en 1950.
Libéré en 1956, il reprend ses prêches, et est de nouveau arrêté par la Securitate en 1959. Il est condamné à 25 ans de prison, et est victime de tortures. En 1964, il sort de la prison à la suite de l'amnistie générale pour les détenus politiques. Ensuite, deux associations protestantes font sortir Richard Wurmbrand de Roumanie (où il était constamment sous la surveillance de la Securitate, en vue d'un emprisonnement imminent), en payant une caution de 10 000 dollars. « Elle se mit à l'œuvre pour réunir les fonds de notre rançon. Nos familles à l'étranger firent de leur mieux mais ce fut grâce à madame Moïse que nous pûmes seulement partir. Elle persuada les norvégiens de nous accorder des visas. Elle obtient 7 000 dollars de la mission d'Israël en Norvège et de l'Alliance des chrétiens juifs. Une autre source apporta 3 000 dollars. Ma famille contribua également et nous vient en aide de toutes sortes de façons. »
Il défend désormais les églises persécutées. Il se rend au Sénat américain en 1965, où il témoigne de la situation.
En 1967, il fonde l'association Jesus to the Communist World, qui devient plus tard Voice of the Martyrs, défendant le droit des chrétiens dans les pays communistes et musulmans.
Il a écrit plusieurs livres en anglais et en roumain, traduits pour la plupart en français. Parmi les plus célèbres : L’église du silence torturée pour le Christ (1969) et Karl Marx et Satan (1976).
Après la chute de la dictature de Nicolae Ceaușescu et, après 25 ans d'exil, en 1990 Richard, Sabine et Mihai sont revenus en Roumanie.

## Karl Marx et Satan

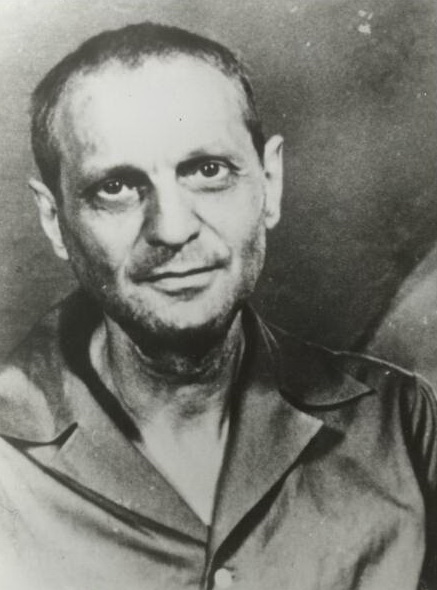
Wurmbrand prisonnier.

Ce dernier ouvrage s'attache à examiner la face spirituelle de Karl Marx : chrétien convaincu dans son enfance, il est devenu antichrétien en perdant la foi. Richard Wurmbrand cite à l'appui plusieurs poèmes sataniques qu'il attribue à Karl Marx, comme « La Vierge pâle ».

## Œuvre
- Mes prisons avec Dieu, Casterman, Paris, 1960, 1969
- L’église du silence torturée pour le Christ, Apostolat des Éditions, 1969  (ISBN 0882643266)
- Rue des juifs, L'Inconnu, 1973
- Souviens-toi de tes frères, Apostolat des Éditions, 1974
- Sermons au cachot, Paulines, 1975
- Si les murs pouvaient parler, Paulines poche, 1975
- Le peuple juif : quatre mille ans de survivance, Albin Michel, 1976
- Karl Marx et Satan, Apostolat des Éditions, 1976  (ISBN 0-88840-461-1 et 2-7122-0039-X)
- La femme du pasteur, Paulines poche, 1977
- Réponse à la bible de Moscou, Apostolat des Éditions, 1977
- L'autre face de Karl Marx, Mediaspaul, 1987
- Si j'avais trois minutes, médiaspaul 1988  (ISBN 2-7122-0115-9)
- Détresse et victoire, le retour en Roumanie, Stephanus Edition, 1991  (ISBN 3-922816-10-X)
- Jésus et les terroristes, Sénevé, 1996  (ISBN 2-940100-11-X)
- De la bouche des enfants, Sénevé, 1996
- Plus que vainqueurs!, Sénevé, 1997  (ISBN 2-940100-01-2)
- Croire pourquoi, Mediaspaul, 2003